# Halfdan Rasmussen (dokumentarfilm)
Halfdan Rasmussen er en dansk dokumentarfilm fra 1974 instrueret af Ole Henning Hansen.

## Handling
Denne artikel mangler et handlingsreferat. Hjælp os med at skrive det.